# Ордоньес, Хоэль
Хоэль Леандро Ордоньес Герреро (исп. Joel Leandro Ordóñez Guerrero; 21 апреля 2004) — эквадорский футболист, центральный защитник бельгийского клуба «Брюгге» и сборной Эквадора.

## Клубная карьера
Выступал за молодёжные команды клубов «Депортиво Асогес» и «Индепендьенте дель Валье». 9 апреля 2022 года дебютировал в основном составе «Индепендьенте дель Валье» в матче эквадорской Серии A против «Гуаякиль Сити». В августе 2022 года перешёл в бельгийский клуб «Брюгге».

## Карьера в сборной
В 2019 году сыграл на чемпионате Южной Америки среди игроков до 15 лет, будучи капитаном сборной Эквадора до 15 лет.
В январе 2023 года получил вызов в сборную Эквадора до 20 лет на предстоящий чемпионат Южной Америки среди игроков до 20 лет, но «Брюгге» не дал разрешения на его отъезд в сборную.
В марте 2023 года получил свой первый вызов в главную сборную Эквадора на товарищеский матч против сборной Австралии, однако провёл всю игру на скамейке запасных. 21 марта 2024 года дебютировал за главную сборную Эквадора в матче против сборной Гватемалы.